# (32582) Mayachandar
2001 QW101 (asteroide 32582) é um asteroide da cintura principal. Possui uma excentricidade de 0.19752570 e uma inclinação de 1.77094º.
Este asteroide foi descoberto no dia 18 de agosto de 2001 por LINEAR em Socorro.